# Бакур
Бакур (фр. Bacourt) насеље је и општина у североисточној Француској у региону Лорена, у департману Мозел која припада префектури Шато Сален.
По подацима из 2011. године у општини је живело 117 становника, а густина насељености је износила 30,08 становника/km². Општина се простире на површини од 3,89 km². Налази се на средњој надморској висини од 300 метара (максималној 357 m, а минималној 237 m).

## Демографија
| 1962. | 1968. | 1975. | 1982. | 1990. | 1999. | 2011. |
| ----- | ----- | ----- | ----- | ----- | ----- | ----- |
| 113   | 127   | 103   | 103   | 96    | 109   | 117   |

График промене броја становника у току последњих година